# Atsakudökwa tuviwarai
Atsakudökwa tuviwarai (Atsakudokwa Tuviwa ga yu, Atsa-Kudok-Wa), jedna od skupina Sjevernih Pajuta čijji je dom bio u sjeverozapadnoj Nevadi duž granice Nevade i Oregona u planinskom lancu Santa Rosa. Danas su federalno priznati kao dio plemena Fort McDermitt Paiute and Shoshone Tribe.